# 米拉勒凯尔
米拉勒凯尔（法語：Murat-le-Quaire，法語發音：[myʁa lə kɛʁ]）是法国多姆山省的一个市镇，属于克莱蒙费朗区。

## 地理
米拉勒凯尔（45°35'52"N, 2°44'7"E）面积11.64 平方千米，位于法国奥弗涅-罗讷-阿尔卑斯大区多姆山省，该省份为法国中南部省份，北起阿列省接壤，东临卢瓦尔省，南至上盧瓦爾省和康塔爾省，西接科雷兹省和克勒兹省。
与米拉勒凯尔接壤的市镇（或旧市镇、城区）包括：拉布尔布勒、拉克耶、蒙多尔、奥弗涅地区圣索夫。

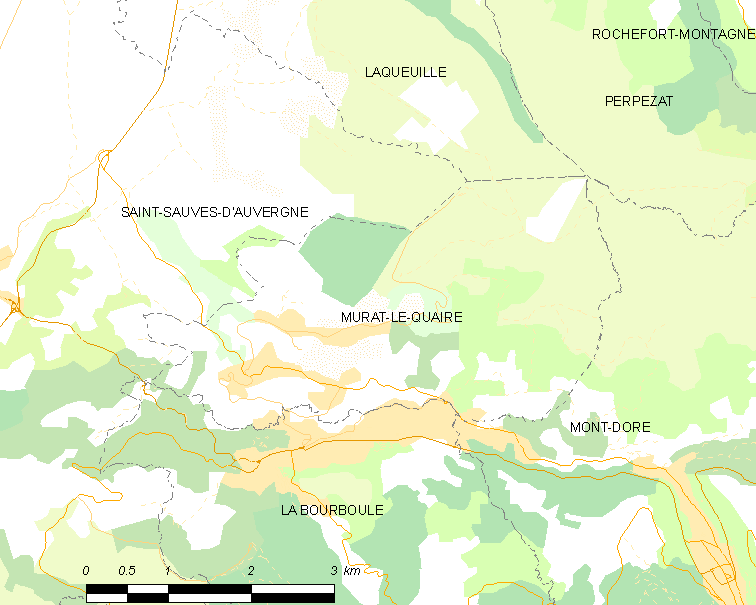
米拉勒凯尔的OSM定位图

米拉勒凯尔的时区为UTC+01:00、UTC+02:00（夏令时）。

## 行政
米拉勒凯尔的邮政编码为63150，INSEE市镇编码为63246。

## 政治
米拉勒凯尔所属的省级选区为勒桑西县。

## 人口

1962-2008年间米拉勒凯尔人口变化图示

米拉勒凯尔于2022年1月1日时的人口数量为486人。